# María Nelly Fernández Arias
María Nelly Fernández Arias (Pravia, Astúries, 25 de maig de 1932) és una política asturiana.
En acabar la Guerra Civil espanyola va exiliar-se amb la seva família a França, però van retornar quan era una adolescent. La família va establir-se a Avilés, on Fernández va cursar estudis de Batxillerat superior.
Membre de la federació asturiana del PSOE, fou regidora de l'ajuntament d'Avilés de 1979 a 1986 i diputada a la Junta General del Principat d'Astúries a les eleccions autonòmiques d'Astúries de 1983.
Posteriorment va ser senadora per Astúries i pel Grup parlamentari socialista a les eleccions generals espanyoles de 1986, 1989 i 1993. Durant la segona legislatura com a senadora també va ser la presidenta de la Comissió Mixta dels Drets de la Dona.